# Paranthrene fenestrata
Paranthrene fenestrata is een vlinder uit de familie wespvlinders (Sesiidae), onderfamilie Sesiinae.
Paranthrene fenestrata is voor het eerst wetenschappelijk beschreven door Barnes & Lindsey in 1922. De soort komt voor in het Nearctisch gebieden het  Neotropisch gebied.